# Guldbröstad glansstare
Guldbröstad glansstare (Lamprotornis regius) är en praktfull afrikansk fågel i familjen starar inom ordningen tättingar.

## Utseende och läten
Guldbröstad glansstare är en mycket distinkt och färgglad 30 cm lång stare med mycket lång och avsmalnad stjärt. Den adulta fågeln är omisskännlig med guldgult på nedre delen av bröstet, buken och undre stjärttäckarna. Den är vidare blågrönt glänsande på ovansida, stjärt och strupe samt purpurfärgad på övre delen av bröstet. Ögat är vitt. Ungfågeln är mattare, med kortare stjärt och grått öga. Lätet beskrivs som ett utdraget "cherrreeeeeta-cherrreee".

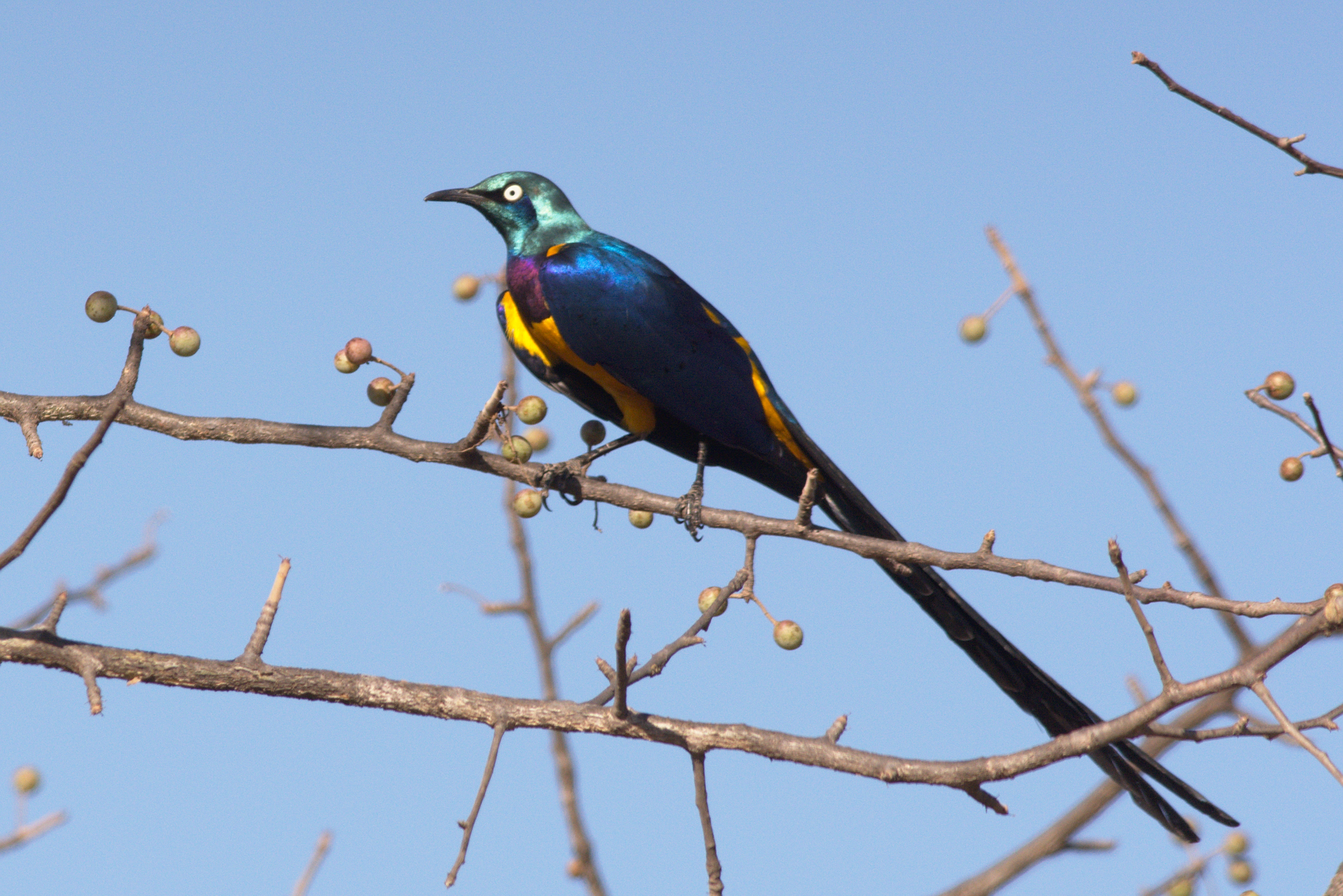

## Utbredning och systematik
Fågeln förekommer på torr savann från södra Etiopien till Somalia, östra Kenya och nordöstra Tanzania. Tillfälligt har den setts i Kanarieöarna, men den anses osannolikt att den nått dit på naturlig väg. Den behandlas som monotypisk, det vill säga att den inte delas in i några underarter. Tidigare har den placerats i Cosmopsarus, men DNA-studier visar att den är en del av Lamprotornis.

## Levnadssätt
Guldbröstad glansstare förekommer i torra och halvtorra, buskrika gräsmarker från havsnivå till 1200 meters höjd. Födan består huvudsakligen av insekter som skalbaggar och myror, men kan också ta frukt av exempelvis Commiphora och Dobera. Fågeln häckar mellan mars och maj i Etiopien, april–juni i Somalia samt under båda regnperioderna i Kenya (mars–maj och november–december). Arten antas vara stannfågel.

## Status och hot
Arten har ett stort utbredningsområde och en stor population med stabil utveckling och tros inte vara utsatt för något substantiellt hot. Utifrån dessa kriterier kategoriserar internationella naturvårdsunionen IUCN arten som livskraftig (LC). Världspopulationen har inte uppskattats men den beskrivs som lokalt vanlig.

## Namn
Fågeln har även kallats kungsglansstare på svenska.